# Патронато (футбольный клуб)
«Патрона́то», полное название «Клуб Атле́тико Патрона́то де ла Хувенту́д Като́лика» (исп. Club Atlético Patronato de la Juventud Católica) — аргентинский футбольный клуб из города Парана, административного центра провинции Энтре-Риос.

## История
Клуб был основан 1 февраля 1914 года католическим священником отцом Бартоломе Грельей, который считал, что занятия спортом пойдут на пользу молодёжи. Полное название клуба переводится как «Атлетический клуб покровительства католической молодёжи». Изначально в клубе занимались в основном теннисом, но в 1932 году отец Грелья приобрёл участок с двумя футбольными полями, после чего в «Патронато» стал культивироваться и футбол.
В 1940-е годы «Патронато» выдвинулся в число лидеров футбола на провинциальном уровне. С 1942 по 2007 год команда 30 раз становилась чемпионом региональной лиги Параны.
В 1978 году «Патронато» единственный раз в своей истории участвовал в элитном дивизионе чемпионата Аргентины (в турнире Насьональ).
В 2015 году команда заняла второе место в Примере B Насьональ, набрав 82 очка в 42 матчах, отстав от первого места («Атлетико Тукумана») всего на три очка и опередив третью команду («Феррокарриль Оэсте») на 15 очков. Однако прямую путёвку в Примеру получил лишь победитель турнира и «Патронато» пришлось участвовать в плей-офф. В полуфинале команда обыграла в двух матчах «Институто», а в финале в тяжелейшей борьбе лишь в серии пенальти сумела сломить сопротивление «Сантамарины» (6:5) и вернуться в Примеру спустя 37 лет.
В 2022 году команда впервые стала обладателем Кубка Аргентины. В этом розыгрыше «Патронато» выбил «Депортиво Морон», «Колон», «Химнасию и Эсгриму», а также «Ривер Плейт» и «Боку Хуниорс». В финале был обыгран «Тальерес (Кордова)». А вот по итогам сезона «Патронато» покинул Высший дивизион.

## Достижения
- Вице-чемпион Второго дивизиона Аргентины (1): 2015
- Обладатель Кубка Аргентины 2022 (1): 2022.